# Washington Double Star Catalog
Il Washington Double Star Catalog, o WDS, è un catalogo astronomico di stelle doppie, aggiornato dall'United States Naval Observatory. Il catalogo contiene posizione, magnitudine apparente, moto proprio e tipo stellare di oltre 100.000 sistemi stellari (102.387 al luglio 2006). Il catalogo include anche dei sistemi multipli. In generale, una stella multipla con n componenti è riportata nel catalogo come n-1 coppie di stelle.

## Storia
Il database usato per compilare il catalogo viene originato nell'Osservatorio Lick, dove fu compilato anche l'Index Catalog of Visual Double Stars, pubblicato nel 1963. Nel 1965, sotto l'iniziativa di Charles Worley, fu trasferito all'Osservatorio Navale. In seguito è stato ampliato con i dati provenienti da un gran numero di misurazioni, dal Catalogo Hipparcos, l'interferometria Speckle ed altre fonti.